# Volby 2001
V roce 2001 se konaly tyto volby:

## Leden
- 6. ledna:  Thajsko, parlamentní
- 7. ledna:  Senegal, referendum
- 14. ledna:  Portugalsko, prezidentské
- 14. ledna:  Kapverdy, parlamentní

## Únor
- 1. února:  Kapverdy, prezidentské (1. kolo)
- 6. února:  Izrael, premiérské
- 9. února:  Lichtenštejnsko, parlamentní (1. fáze)
- 11. února:  Lichtenštejnsko, parlamentní (2. fáze)
- 14.-15. února:  Bahrajn, referendum
- 20. února:  Jemen, referendum
- 25. února:  Kapverdy, prezidentské (2. kolo)
- 25. února:  Moldavsko, parlamentní

## Březen
- 1. března:  Benin, prezidentské (1. kolo)
- 2. března:  Samoa, parlamentní
- 4. března:  Andorra, parlamentní
- 6. března:  Mikronésie, parlamentní
- 12. března:  Uganda, prezidentské
- 19. března:  Guyana, parlamentní
- 22. března:  Benin, prezidentské (2. kolo)
- 28. března:  Svatý Vincenc a Grenadiny, parlamentní

## Duben
- 8. dubna:  Peru, prezidentské (1. kolo) a parlamentní
- 29. dubna:  Senegal, parlamentní

## Květen
- 13. května:  Itálie, parlamentní
- 14. května:  Filipíny, parlamentní
- 20. května:  Mongolsko, prezidentské
- 20. května:  Čad, prezidentské
- 27. května:  Kypr, parlamentní

## Červen
- 3. června:  Peru, prezidentské (2. kolo)
- 7. června:  Spojené království, parlamentní
- 8. června:  Írán, prezidentské
- 10. června:  San Marino, parlamentní
- 17. června:  Bulharsko, parlamentní
- 24. června:  Albánie, parlamentní
- 26. června:  Uganda, parlamentní

## Červenec
- 29. července:  Svatý Tomáš a Princův ostrov, prezidentské
- 29. července:  Japonsko, parlamentní

## Srpen
- 25. srpna:  Fidži, parlamentní
- 30. srpna:  Východní Timor, parlamentní
- 31. srpna:  Seychely, prezidentské

## Září
- 9. září:  Bělorusko, prezidentské
- 10. září:  Norsko, parlamentní
- 23. září:  Polsko, parlamentní

## Říjen
- 1. října:  Bangladéš, parlamentní
- 7. října:  Itálie, referendum
- 14. října:  Argentina, parlamentní
- 18. října:  Gambie, prezidentské
- 19. října:  Mauritánie, parlamentní (1. kolo)
- 26. října:  Mauritánie, parlamentní (2. kolo)

## Listopad
- 3. listopadu:  Singapur, parlamentní
- 4. listopadu:  Nikaragua, prezidentské a parlamentní
- 10. listopadu:  Austrálie, parlamentní
- 11. listopadu:  Bulharsko, prezidentské (1. kolo)
- 11. listopadu:  Guinea, referendum
- 18. listopadu:  Bulharsko, prezidentské (2. kolo)
- 20. listopadu:  Dánsko, parlamentní
- 25. listopadu:  Honduras, prezidentské a parlamentní

## Prosinec
- 1. prosinec:  Tchaj-wan, parlamentní
- 3. prosinec:  Svatá Lucie, parlamentní
- 5. prosinec:  Srí Lanka, parlamentní
- 5. prosinec:  Šalomounovy ostrovy, parlamentní
- 9. prosinec:  Gabon, parlamentní (1. kolo)
- 10. prosinec:  Trinidad a Tobago, parlamentní
- 16. prosinec:  Madagaskar, prezidentské
- 16. prosinec:  Chile, parlamentní
- 23. prosinec:  Gabon, parlamentní (2. kolo)
- 23. prosinec:  Komory, referendum
- 27. prosinec:  Zambie, prezidentské a parlamentní
- 27. prosinec:  Guinea, parlamentní